# جرارد لیک
جرارد لیک (انگلیسی: Gerard Lake؛ ۲۷ ژوئیه ۱۷۴۴ – ۲۰ فوریهٔ ۱۸۰۸) نظامی و سیاست‌مدار اهل پادشاهی متحد بریتانیای کبیر و ایرلند بود.